# さいたま市民会館おおみや
さいたま市民会館おおみや（さいたましみんかいかんおおみや）は、埼玉県さいたま市大宮区大門町二丁目にある多目的ホール。愛称は「RaiBoC Hall（レイボックホール）」。

## 概要
かつては大宮区下町三丁目に所在した。2022年（令和4年）4月1日に、大門町二丁目に建設された官民複合の再開発ビル「大宮門街（おおみやかどまち）」内に移転して開館した。愛称は市民から愛称を公募し、最終候補案とした「RaiBoC Hall」・「芸術広場」・「ミクシアム」の3つから最終投票を実施して、「RaiBoC Hall」と決まった。「RaiBoC」とは、旧大宮市を象徴する3つの文化、「Railway（鉄道）」、「Bonsai（盆栽）」、「Comic・Cartoon」（漫画）からの造語とされる。

## 沿革
- 1970年1月：大宮市民会館が開館[1]。
- 2013年3月：都市計画決定[2]。
- 2015年3月23日：大宮駅東口大門町2丁目中地区市街地再開発組合が設立[3]。
- 2016年3月：事業計画認可[3]。
- 2018年3月：着工[3]。
- 2020年12月：愛称が「RaiBoC Hall」に決定[4]。
- 2021年10月31日：竣工[5]。
- 2022年3月21日：さいたま市民会館おおみや、落成式が開催される[6]。
- 2022年3月31日：さいたま市民会館おおみや（初代）が閉館[1]。
- 2022年4月1日：さいたま市民会館おおみや「RaiBoC Hall」が開館[7]。

## 施設
（出典：）
- 大ホール（1400席）
- 小ホール（340席）
- 集会室（10室）
- リハーサルルーム
- レクリエーションルーム
- スタジオ（6室）
- 和室

## 旧会館
旧会館は、大宮市民会館として1970年（昭和45年）1月11日に完成。主に大宮市民の文化芸術の拠点として使用されていたほか、TBSテレビ『8時だョ!全員集合』の公開放送の会場の一つとして使用されていた。2001年（平成13年）5月1日、合併によるさいたま市の設置に伴い現在の名称に改称された後、移転に伴い2022年（令和4年）3月31日で閉館した。2023年（令和5年）に開催されるさいたま国際芸術祭のメイン会場に使用されるためにすぐに解体されず、芸術祭終了後に解体される予定となっている。
旧会館の館内には、旧大宮市より推挙され、合併後はさいたま市に自動的に顕彰されているさいたま市名誉市民の肖像画が飾られていたが、旧会館の閉館後は大宮区役所に飾られている。なお、旧会館の跡地は文化複合施設とする構想がある。旧会館南隣りの埼玉県大宮合同庁舎の跡地には、大宮区役所の新庁舎（さいたま市立大宮図書館も併設する）が建設された。

### 施設
（出典：）
- 大ホール（1370席）
- 小ホール（274席）
- 集会室（5室）
- 和室